# 一〇式艦上偵察機
一〇式艦上偵察機 C1M
- 用途：偵察機
- 設計者：ハーバード・スミス[1]
- 製造者：三菱内燃機製造
- 運用者：大日本帝国海軍
- 初飛行：1922年（大正11年）1月12日
- 生産数：159機[1]
- 運用開始：1924年（大正13年）
- 運用状況：退役済

一〇式艦上偵察機（いちれいしきかんじょうていさつき）は、三菱内燃機製造（現三菱重工業）が開発し、1923年（大正12年）に制式採用された大日本帝国海軍の艦上偵察機。機体略符号は「C1M」。

## 概要
1921年（大正10年）、三菱は国産艦上偵察機の開発に着手し、翌年1月に試作機の初飛行に成功した。機体は先に初飛行に成功していた同社製かつ同じハーバード・スミス技師の設計である一〇式艦上戦闘機（一〇式艦戦）を拡大して複座化したような形態で、木製骨組みに羽布張りの機体に一〇式艦戦と同じ300 hpのエンジンを搭載した。テストの結果は良好で、1924年（大正13年）11月に海軍に制式採用された。
制式採用前から部隊配備が進んでおり、1924年当時における海軍の主力偵察機だったが、一三式艦上攻撃機が偵察機を兼ねるようになると急速に前線から引き上げられ、その後は後部座席に複操縦装置を追加して中間練習機として利用された。また、民間にも払い下げられて、通信、測量、練習等に活用された。生産は1930年まで続けられ、総生産機数は159機であった。
一〇式艦偵の実機は現存していないが、小樽新聞社が用いた3座の民間仕様機である「北海」第1号機の実物大レプリカが、千歳市の蘭越浄水場の管理棟にて展示されてきた。この原寸大模型については千歳市空港開港100年記念事業実行委員会と千歳市により2025年中に千歳市役所本庁舎ロビーに移設されることが決定した。

## スペック
- 全長：7.952 m
- 全幅：12.039 m
- 全高：2.895 m
- 全備重量：1,320 kg[1]
- 最高速度：204 km/h[1]
- 乗員：2名[1]
- 発動機：三菱イスパノ・スイザ（ヒ式） 三百馬力発動機 水冷V型8気筒 300 hp × 1
- 航続距離：754 km[1]
- 武装：
  - 7.7 mm機銃×4
  - 爆弾 90 kg